# Alue Padee
Alue Padee is een bestuurslaag in het regentschap Aceh Barat Daya van de provincie Atjeh, Indonesië. Alue Padee telt 1052 inwoners (volkstelling 2010).